# Ramen
Ramen (ラーメン hoặc 拉麺 (lạp miến) rāmen, IPA: [ɽaꜜːmeɴ]) là một món mì của Nhật Bản. Món này làm từ mì sợi Trung Quốc kèm với thịt hoặc (thỉnh thoảng) nước dùng làm từ cá, thường có hương vị với nước tương hoặc miso, và sử dụng các lớp phủ như thịt lợn thái mỏng (叉焼, xá xíu), nori (rong biển sấy khô), menma, và  hành lá.
Gần như mọi vùng ở Nhật Bản đều có biến thể ramen riêng, chẳng hạn như ramen tonkotsu (nước hầm xương heo) của Kyushu và ramen miso của Hokkaido. Mazemen là tên của một loại mì ramen không dùng với nước xúp mì mà là với nước xốt (như xốt Yakiniku), giống như mì được dùng với tương chua ngọt.

## Lịch sử
Ramen có nguồn gốc từ đâu vẫn là một câu hỏi không rõ ràng. Nhiều nguồn cho rằng ramen có nguồn gốc từ Trung Quốc nhưng người ta không rõ nó được du nhập vào Nhật Bản từ khi nào. Nhiều nguồn khác cho rằng nó được phát minh ở Nhật Bản vào đầu thế kỷ 20.
Từ nguyên học của "Ramen" vẫn còn là một chủ đề tranh cãi. Có giả thiết cho rằng ramen là cách phát âm trong tiếng Nhật của từ gốc tiếng Trung là lạp miến (拉麺), nghĩa là "mì kéo sợi thủ công (bằng tay)." Giả thiết thứ 2 cho rằng nó xuất phát từ 老麺 (lão miến) còn một nguồn khác cho rằng ramen ban đầu là 鹵麺 (lỗ miến), mì được nấu trong nước xốt nhiều tinh bột. Giả thiết thứ 4 xuất phát từ 撈麵 (lao miến). Cho tới thập niên 1950, ramen vẫn được gọi là shina soba (支那そば, nghĩa là "soba Trung Quốc") nhưng ngày nay chūka soba (中華そば, cũng có nghĩa là "soba Trung Quốc") hoặc đơn giản là Ramen (ラーメン) thường gặp hơn, khi mà từ "支那" (shina, đọc âm Hán Việt là "chi na") mang một ý nghĩa miệt thị.
Đến năm 1900, các nhà hàng phục vụ ẩm thực Trung Hoa từ Quảng Châu và Thượng Hải đã phục vụ một món mỳ ramen với sợi mỳ đơn giản (cắt chứ không kéo bằng tay), một vài đồ ăn bày kèm, và nước dùng từ xương lợn và muối. Nhiều người Hoa sống tại Nhật Bản cũng kéo các xe bán đồ ăn mang đi, bán ramen và bánh bao và gyōza cho công nhân. Đến giữa thập niên 1900, những xe bán đồ ăn này sử dụng một loại còi phát nhạc gọi là charumera (チャルメラ, xuất phát từ tiếng Bồ Đào Nha charamela) để quảng cáo sự hiện diện của họ, một thói quen mà một vài nhà hàng vẫn giữ lại thông qua một cái loa và một đoạn thu âm được lặp lại. Đến đầu thời kỳ Shōwa, ramen đã trở thành một món ăn phổ biến khi ra ngoài ăn.
Theo chuyên gia ramen Osaki Hiroshi, cửa hàng ramen chuyên biệt đầu tiên được mở tại Yokohama vào năm 1910.
Sau Chiến tranh thế giới thứ hai, bột mỳ rẻ tiền nhập khẩu từ Hoa Kỳ tràn vào thị trường Nhật Bản. Cùng thời điểm đó, hàng triệu quân nhân Nhật đã trở về từ Trung Quốc và lục địa Đông Á từ sau Chiến tranh Trung - Nhật. Nhiều người trong số những người trở về đã trở nên quen thuộc với các món ăn Trung Quốc và sau đó mở ra các nhà hàng Trung Quốc trên khắp Nhật Bản. Việc ăn ramen, trong khi đó đang phổ biến, vẫn còn là một dịp đặc biệt mà yêu cầu phải ra ngoài đường để đi ăn.
Năm 1958, mỳ ăn liền được phát minh bởi Andō Momofuku, nhà sáng lập và là chủ tịch người Nhật Bản gốc Đài Loan của Nissin Foods, hiện được điều hành bởi người con trai Andō Kōki. Được mệnh danh là phát minh vĩ đại nhất thể kỷ 20 của Nhật Bản trong một cuộc thăm dò của Nhật Bản, ramen ăn liền cho phép bất cứ ai có thể làm ra một phiên bản món ăn gần giống chỉ đơn giản bằng cách thêm nước sôi.
Bắt đầu từ thập niên 1980, ramen đã trở thành một biểu tượng văn hóa của Nhật Bản và đã được nghiên cứu trên toàn thế giới từ nhiều góc độ. Đồng thời, các phiên bản địa phương của ramen đã được đưa ra thị trường quốc gia và thậm chí có thể được sắp xếp theo tên khu vực của họ. Một bảo tàng ramen đã được mở cửa tại Yokohama vào năm 1994.

## Các loại
Có một loạt các loại món ramen tồn tại ở Nhật Bản, với sự khác biệt về địa lý và nhà cung cấp cụ thể, ngay cả trong các phân loại chia sẻ cùng tên. Ramen có thể được phân loại bởi hai thành phần chính: sợi mỳ và nước dùng.

### Sợi mỳ

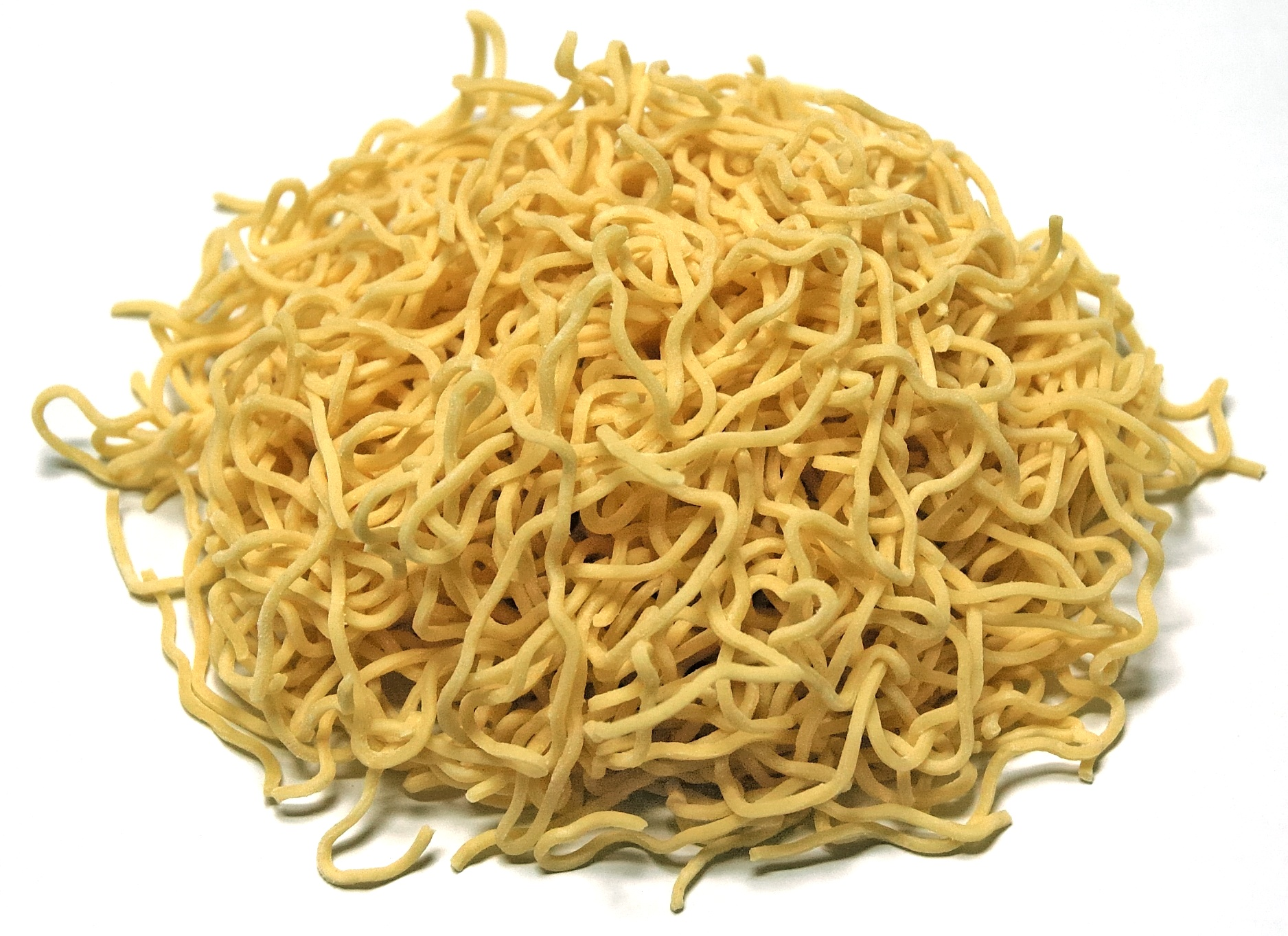
Sợi mỳ ramen tươi

Hầu hết mì được làm từ bốn thành phần cơ bản: bột mì, muối, nước và Kansui (鹹水 (kiềm thủy)/ かんすい/ カンスイ)) một loại nước khoáng có tính kiềm, có chứa natri cacbonat và thường có kali cacbonat, cũng như đôi khi một lượng nhỏ axit photphoric.
Kansui là thành phần phân biệt trong mỳ ramen, và có nguồn gốc từ vùng Nội Mông, nơi mà một số hồ nước chứa một lượng lớn các chất khoáng này và có loại nước được cho là hoàn hảo để làm món mỳ này. Làm mỳ với kansui khiến cho mỳ có một màu vàng cũng như một kết cấu vững chắc. Trứng cũng có thể được thay thế cho kansui. Một vài loại mỳ không làm từ trứng hay kansui và chỉ nên được sử dụng cho yakisoba, vì chúng có một cấu trúc yếu hơn và trở nên cực kỳ mềm khi nấu mỳ nước.
Ramen có nhiều dạng và độ dài sợi khác nhau. Nó có thể dày, mỏng, hoặc thậm chí chỉ mỏng như sợi ruy băng, cũng như có thể thẳng hoặc nhăn nheo.

### Nước dùng
Nước dùng của ramen nói chung là nước dùng nấu từ thịt gà hoặc thịt lợn, kết hợp với một loạt các thành phần như kombu (tảo bẹ), katsuobushi (vụn cá ngừ vằn phơi khô bào mỏng), niboshi (cá mòi nhỏ phơi khô), xương bò, nấm hương (shiitake) và hành tây.

### Hương vị

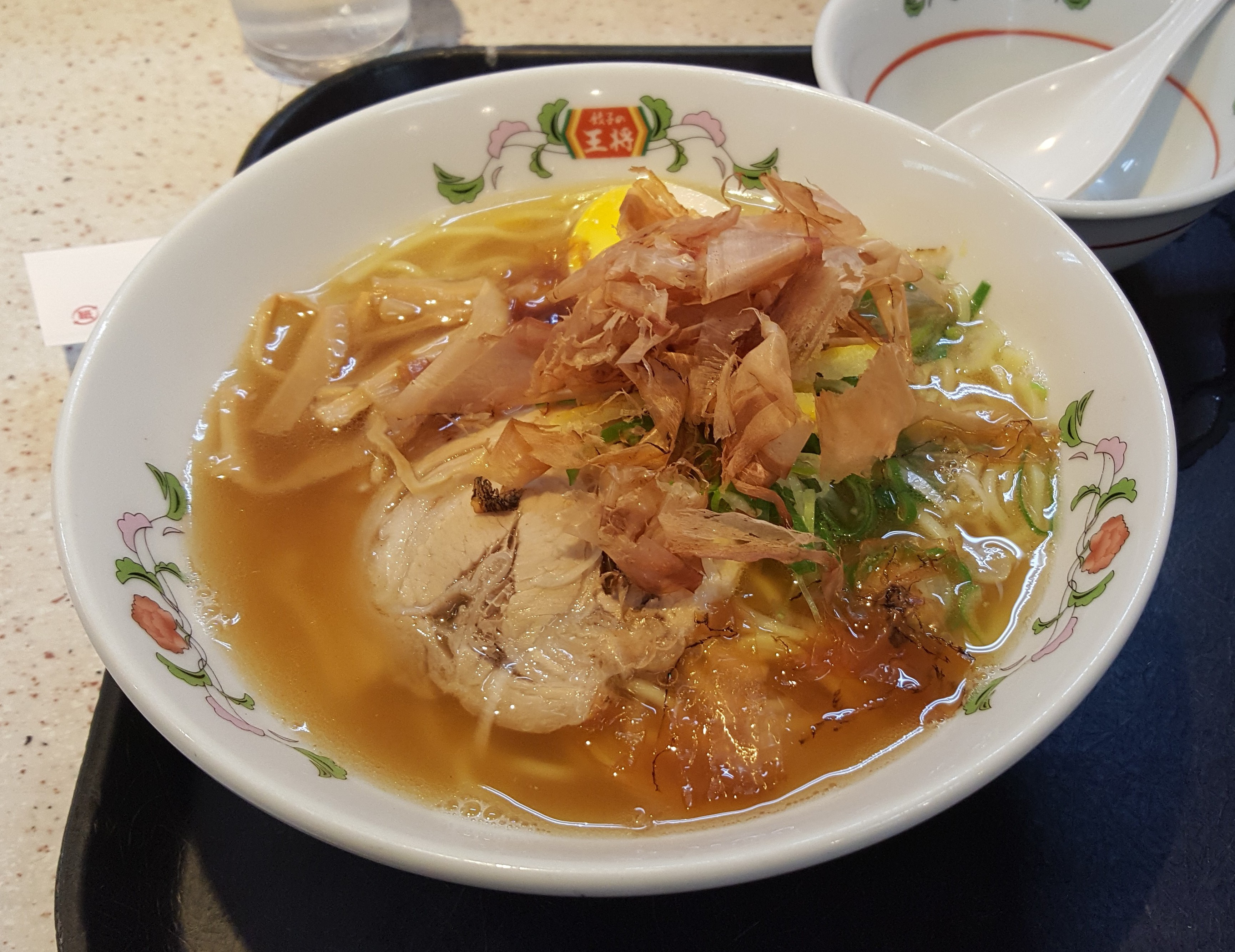
Shoyu ramen

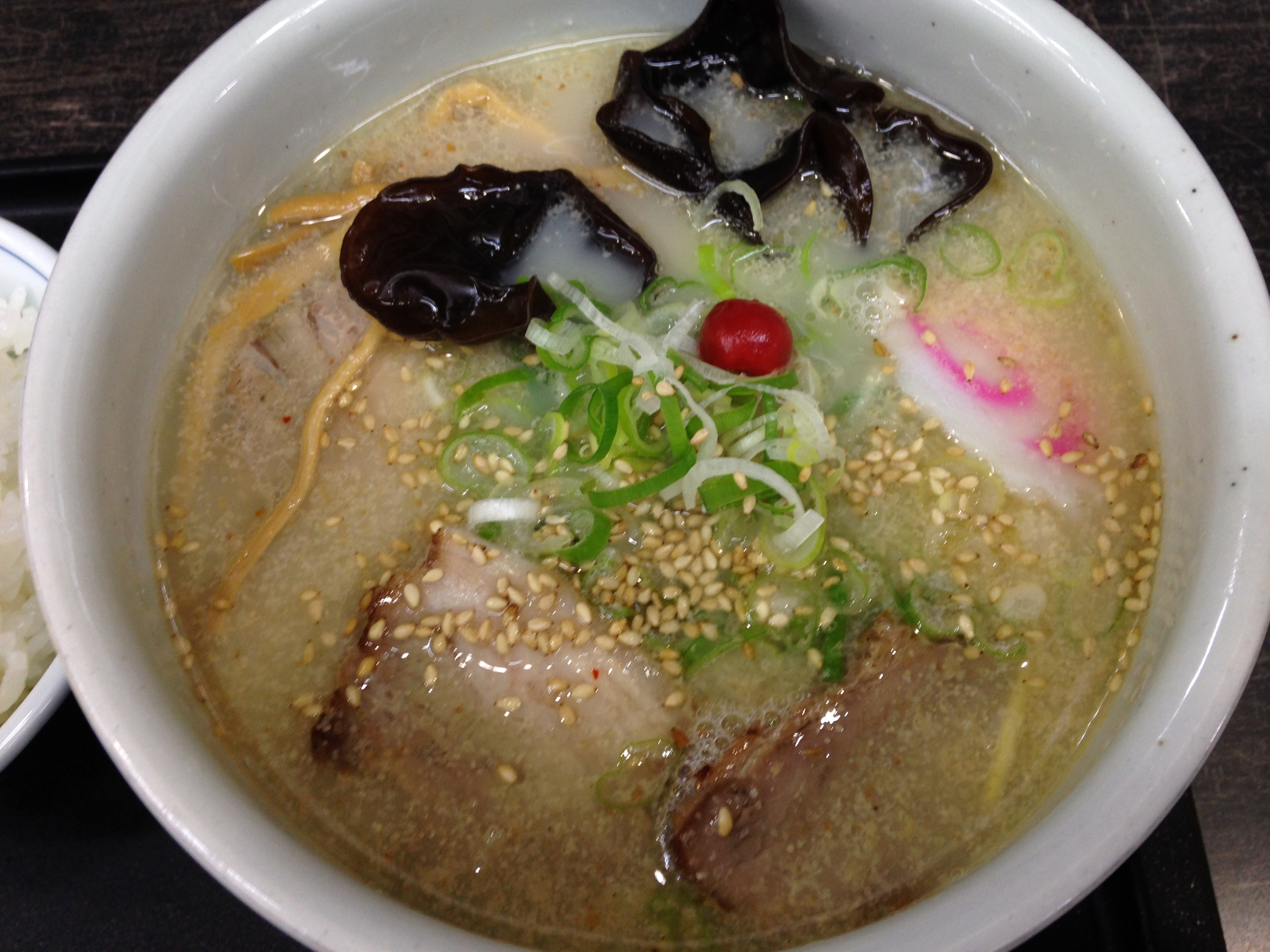
Shio ramen

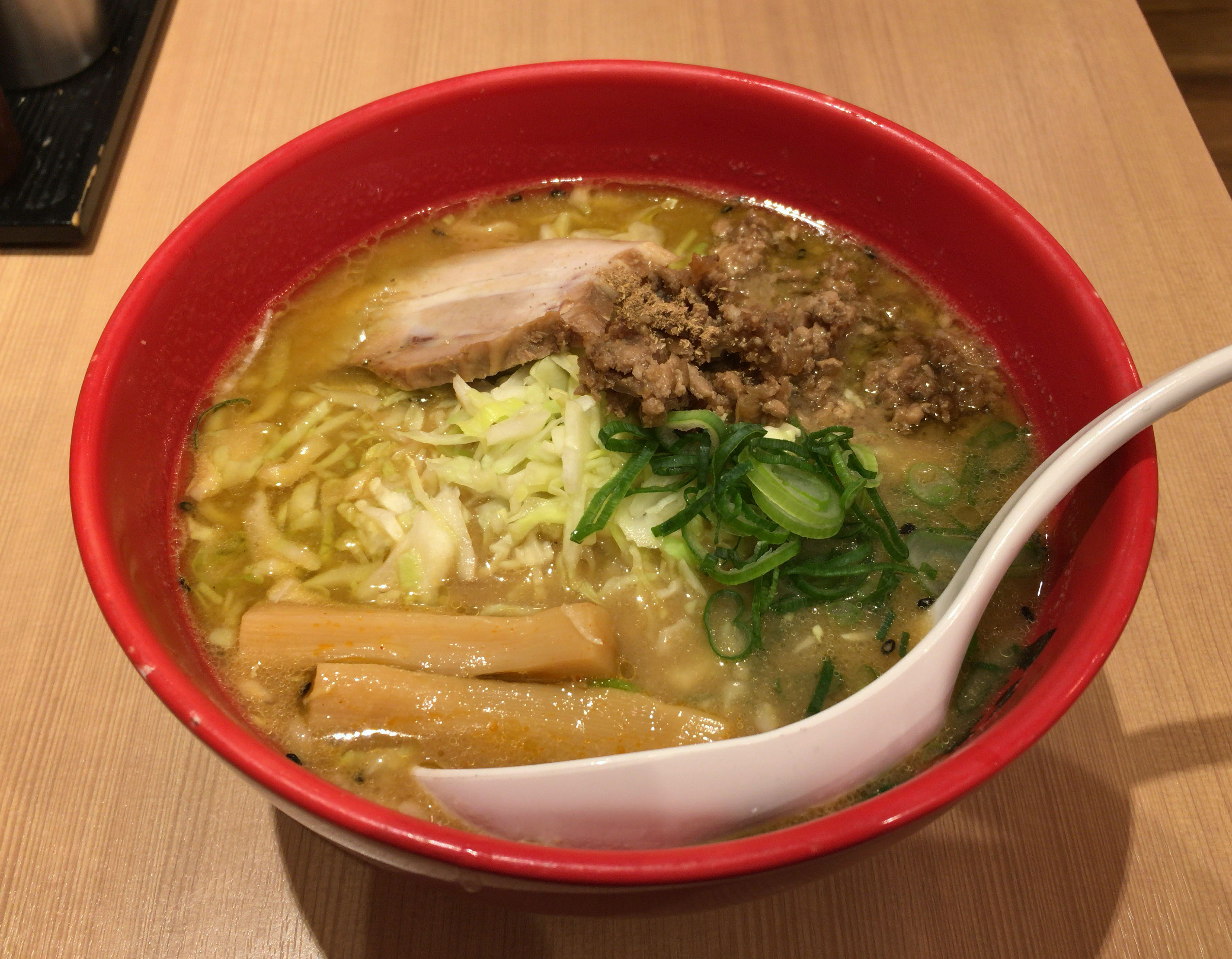
Miso ramen

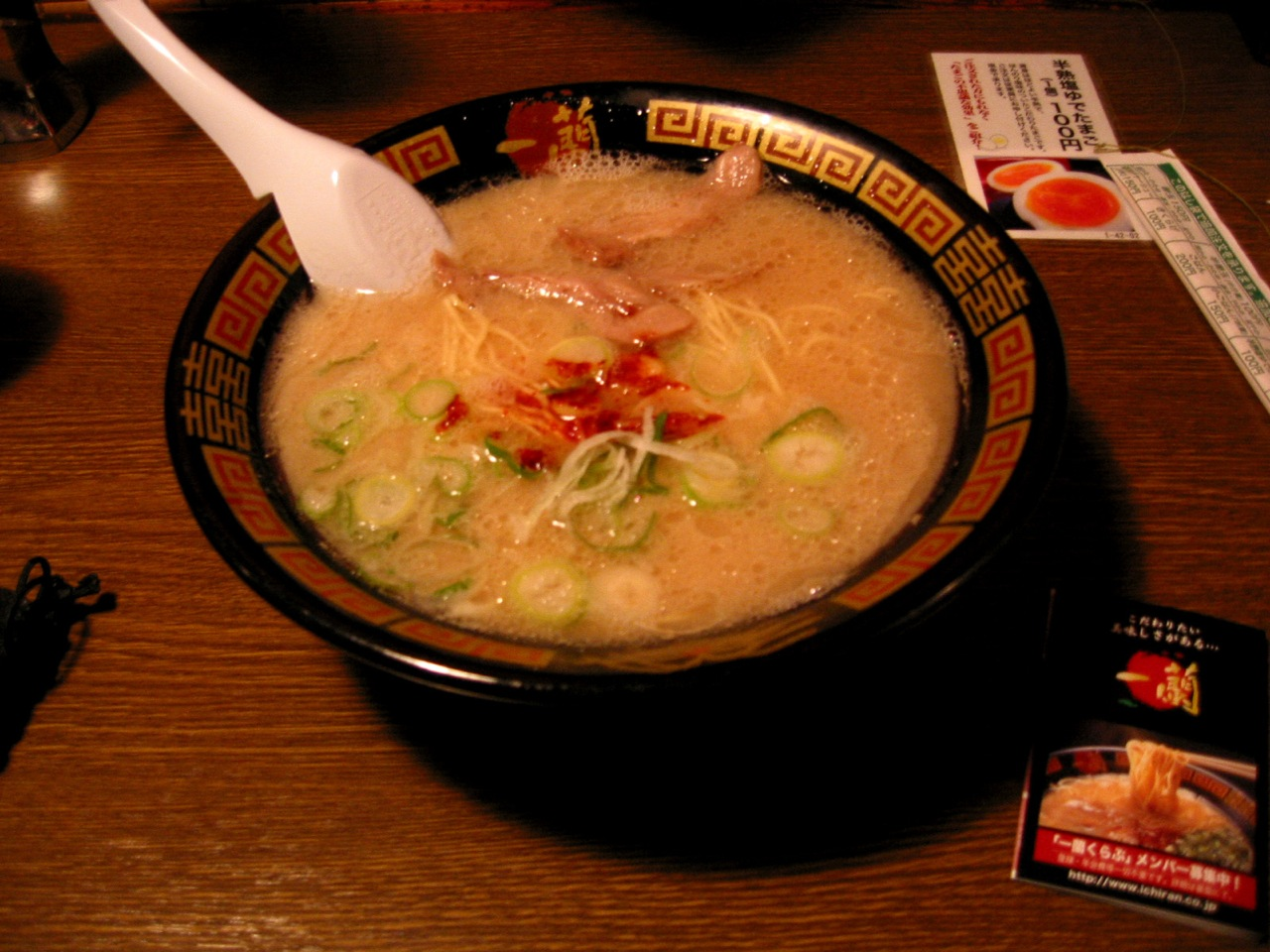
Tonkotsu ramen

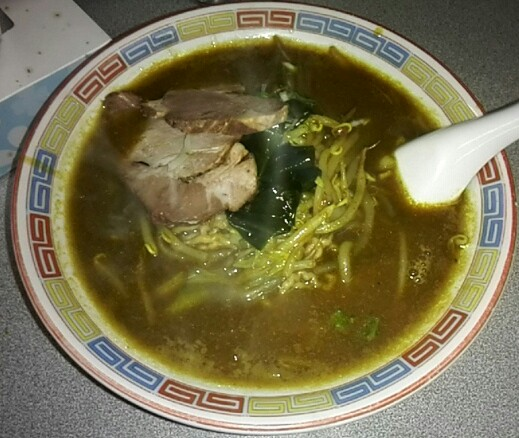
Curry ramen

Kết quả của các sự kết hợp nói chung được chia làm năm loại (mặc dù các biến thể mới và ban đầu thường làm cho sự phân loại này ít rõ ràng). Thứ tự từ loại lâu đời nhất.
- Shōyu (醤油, "nước tương") ramen là loại lâu đời nhất trong năm loại, nó có nước dùng trong màu nâu, nấu từ gà và rau củ (hoặc đôi khi là cá hoặc thịt bò) với nhiều nước xốt đậu nành được thêm vào dẫn đến một món xúp thơm, mặn và đậm vị thịt nhưng vẫn khá vừa miệng. Shōyu ramen thường dùng mỳ xoăn chứ không thẳng, nhưng không phải luôn như vậy. Nó thường được trang trí với măng tre ướp hay menma, hành lá, kamaboko (chả cá Nhật), nori (rong biển), trứng luộc, giá đỗ và/hoặc hạt tiêu; thỉnh thoảng món canh cũng sẽ chứa dầu ớt hoặc gia vị Trung Quốc, và một số cửa hàng phục vụ thịt bò thái lát thay vì chāshū bình thường.
- Shio ("muối") ramen là một loại nước dùng vàng nhạt và trong làm với nhiều muối và bất kỳ sự kết hợp nào cùng thịt gà, rau củ, cá và rong biển. Đôi khi xương lợn cũng được sử dụng, nhưng chúng không được hầm như ở món tonkotsu ramen, giữ cho món canh vị nhạt và trong. Chāshū đôi khi được đổi cho món thịt viên thịt nạc gà, và mận ngâm và kamaboko (một lát cá cuộn đã chế biến đôi khi được phục vụ như một vòng tròn màu trắng xếp nếp với một xoắn ốc màu hồng hoặc đỏ gọi là narutomaki) cũng là những món bày kèm phổ biến. Có các kết cấu và độ dày của sợi mỳ khác nhau giữa các món shio ramen, nhưng chúng thường thẳng chứ không xoăn.
- Miso ramen là một loại tương đối mới, bắt đầu nổi bật trên toàn quốc vào khoảng năm 1965. Loại ramen Nhật Bản độc đáo này, được phát triển ở Hokkaido, có nước dùng kết hợp với một lượng dư miso và được pha trộn với nước dùng béo của gà hoặc nước dùng cá – và đôi khi với tonkotsu hoặc mỡ lợn – để tạo ra một món canh đặc, hấp dẫn, hơi ngọt và rất nồng. Nước dùng của miso ramen có xu hướng đạt được một hương vị mạnh mẽ, hơi gắt, vì vậy nó đi kèm với một loạt các món ăn đầy hương vị bày kèm trên bề mặt: xốt đậu tương cay tōbanjan (豆板醤), bơ và ngô, tỏi tây, hành tây, giá đỗ, thịt lợn xay, cải bắp, hạt mè, hạt tiêu trắng và tỏi băm nhỏ là tương đối phổ biến. Sợi mỳ thường dày, xoăn và hơi dai.
- Tonkotsu (豚骨, "xương lợn"; không nên nhầm lẫn với tonkatsu) ramen thường có nước dùng màu trắng đục. Nó tương tự như món bạch thang (白湯) của Trung Quốc và có một loại nước dùng đặc làm từ xương lợn hầm, chất béo và collagen trên lửa to trong nhiều giờ, mà thêm cho nước dùng một hương vị nồng và một dạng kem đục đồng nhất có thể so sánh với sữa, bơ nấu chảy hoặc nước thịt (tuỳ thuộc vào cửa hàng). Nhiều cửa hàng, nhưng không phải tất cả, hoà trộn loại nước dùng lợn này với một lượng nhỏ nước luộc gà và rau và/hoặc nước tương. Sợi mỳ mỏng và thẳng, và nó thường được phục vụ với beni shoga (gừng ngâm). Trong những năm gần đây, xu hướng mới nhất trong các món bày kèm bên trên tonkotsu là māyu (dầu vừng), một loại dầu có màu hơi đen và mùi thơm chiết từ tỏi nghiền đốt thành than hoặc hạt vừng. Đó là một đặc sản của Kyushu, đặc biệt là vùng Hakata, Fukuoka (vì thế đôi khi món này được gọi là "Hakata ramen").
- Ramen cari được tạo ra lần đầu vào năm 1965 ở Hokkaido,[14] chủ yếu sử dụng nước dùng từ xương lợn và rau củ ướp với bột cà ri. Món này sử dụng sợi mỳ dày và xoăn, và có các món ăn kèm như xá xíu, wakame và giá đỗ. Đó là một đặc sản của Hokkaido, đặc biệt là thành phố Muroran (vì thế đôi khi món này được gọi là "ramen cari Muroran").

### Đồ bày kèm
Sau khi chế biến cơ bản, ramen có thể được nêm nếm và tăng hương vị với bất kỳ số lượng đồ ăn bày kèm nào, bao gồm nhưng không giới hạn trong:
- Chāshū (thịt lợn nướng/om rồi thái lát)
- Hành lá
- Trứng luộc đã thêm gia vị
- Giá đỗ hoặc bất kì loại rau mầm nào khác
- Menma (măng muối chua)
- Kakuni (thịt lợn viên hoặc nặn hình vuông và om)
- Nori (rong biển sấy khô)
- Narutomaki/kamaboko (chả cá nặn thành hình sẵn)
- Ngô
- Bơ
- Wakame

### Món thêm theo sở thích
Các loại gia vị thường được thêm vào ramen là tiêu đen, bơ, ớt, hạt mè và tỏi nghiền. Công thức nấu nước dùng và các phương pháp chế biến thường là các bí mật được bảo vệ chặt chẽ.
Trong hầu hết các nhà hàng phục vụ tonkotsu ramen cũng cung cấp một hệ thống gọi là kae-dama (替え玉), nơi mà khách đã ăn mỳ xong có thể yêu cầu một phần mỳ "thêm vào" (với khoảng vài trăm yên trở lên) để thêm vào phần nước dùng còn lại trong tô của họ.

## Các biến thể địa phương
Trong khi các phiên bản ramen tiêu chuẩn luôn có sẵn trên khắp Nhật Bản từ thời kỳ Đại Chính, vài thập kỷ qua đã cho thấy một sự gia tăng của các biến thể mang tính địa phương. Một số trong đó đã trở nên nổi tiếng trên toàn quốc có thể kể đến như:
Sapporo, thủ phủ của Hokkaido, đặc biệt nổi tiếng với loại ramen của họ. Hầu hết người dân Nhật Bản đều nhắc tới Sapporo với món mỳ miso ramen đậm đà của nó, món ăn được phát minh tại đây và là món ăn lý tưởng cho mùa đông khắc nghiệt và nhiều tuyết của Hokkaido. Món miso ramen của Sapporo thường được bày kèm với ngô ngọt, bơ, giá đỗ, thịt lợn băm nhỏ và tỏi, và đôi khi có cả hải sản địa phương như sò điệp, mực ống và cua. Hakodate, một thành phố khác của Hokkaido, thì nổi tiếng với ramen vị muối của họ, trong khi Asahikawa ở phía Bắc hòn đảo phục vụ một biến thể với vị nước tương. Ở Muroran, nhiều nhà hàng ramen phục vụ món Muroran curry ramen.
Kitakata ở phía bắc đảo Honshu được biết đến với món mỳ có sợi mỳ khá dày, dẹt và xoăn, phục vụ với nước dùng từ thịt lợn và niboshi. Khu vực này trong phạm vi thành phố cũ có số lượng bình quân đầu người cao nhất của các cơ sở ramen. Ramen có sự nổi bật trong khu vực như vậy đến mức độ, từ soba thường dùng để nhắc đến ramen, không phải là soba thực sự mà được nhắc tới như nihon soba ("soba Nhật Bản").
Ramen kiểu Tokyo gồm sợi mỳ xoăn hơi mỏng, phục vụ với nước dùng từ thịt gà với hương vị đậu nành. Nước dùng phong cách Tokyo thường có sự hiện diện của dashi, khi mà các cơ sở ramen lâu đời ở Tokyo thường có nguồn gốc từ các cửa tiệm bán soba. Đồ ăn bày kèm tiêu chuẩn thường có hành lá băm nhỏ, menma, thịt lợn thái lát, kamaboko, trứng, nori và rau bina. Ikebukuro, Ogikubo và Ebisu là ba khu vực ở Tokyo được biết đến với loại ramen của họ.
Ramen đặc trưng của Yokohama được gọi là Ie-kei (家系). Nó bao gồm sợi mỳ dày và rất thẳng, phục vụ với nước dùng từ thịt lợn có hương vị đậu nành tương tự như tonkotsu. Đồ ăn bày kèm thường có thịt lợn quay (xá xíu), rau bina luộc, vài tấm nori, thường có hành hoa (negi) thái nhỏ, và một quả trứng luộc lòng đào hoặc chín hẳn. Theo truyền thống, khách sẽ được yêu cầu độ mềm của sợi mỳ, độ đậm của nước dùng và lượng dầu mà họ muốn.
Wakayama ramen ở vùng Kansai có nước dùng được nấu từ nước tương và xương lợn.
Hakata ramen có nguồn gốc từ quận Hakata của thành phố Fukuoka ở Kyushu. Nó có nước dùng tonkotsu đục và đậm đà từ xương lợn, và sợi mỳ khá mỏng, không xoắn và đàn hồi. Thông thường, những đồ ăn kèm bày trên đặc trưng như tỏi nghiền, beni shoga (gừng muối), hạt mè, và mù tạt xanh muối cay (karashi takana) được để trên bàn cho khách tự phục vụ. Các quầy hàng ramen ở Hakata và Tenjin đều rất nổi tiếng ở Nhật Bản. Các xu hướng gần đây đã làm cho Hakata ramen trở thành một trong những loại mỳ phổ biến nhất ở Nhật Bản, và một số chuỗi nhà hàng chuyên về Hakata ramen có thể được tìm thấy trên khắp đất nước.

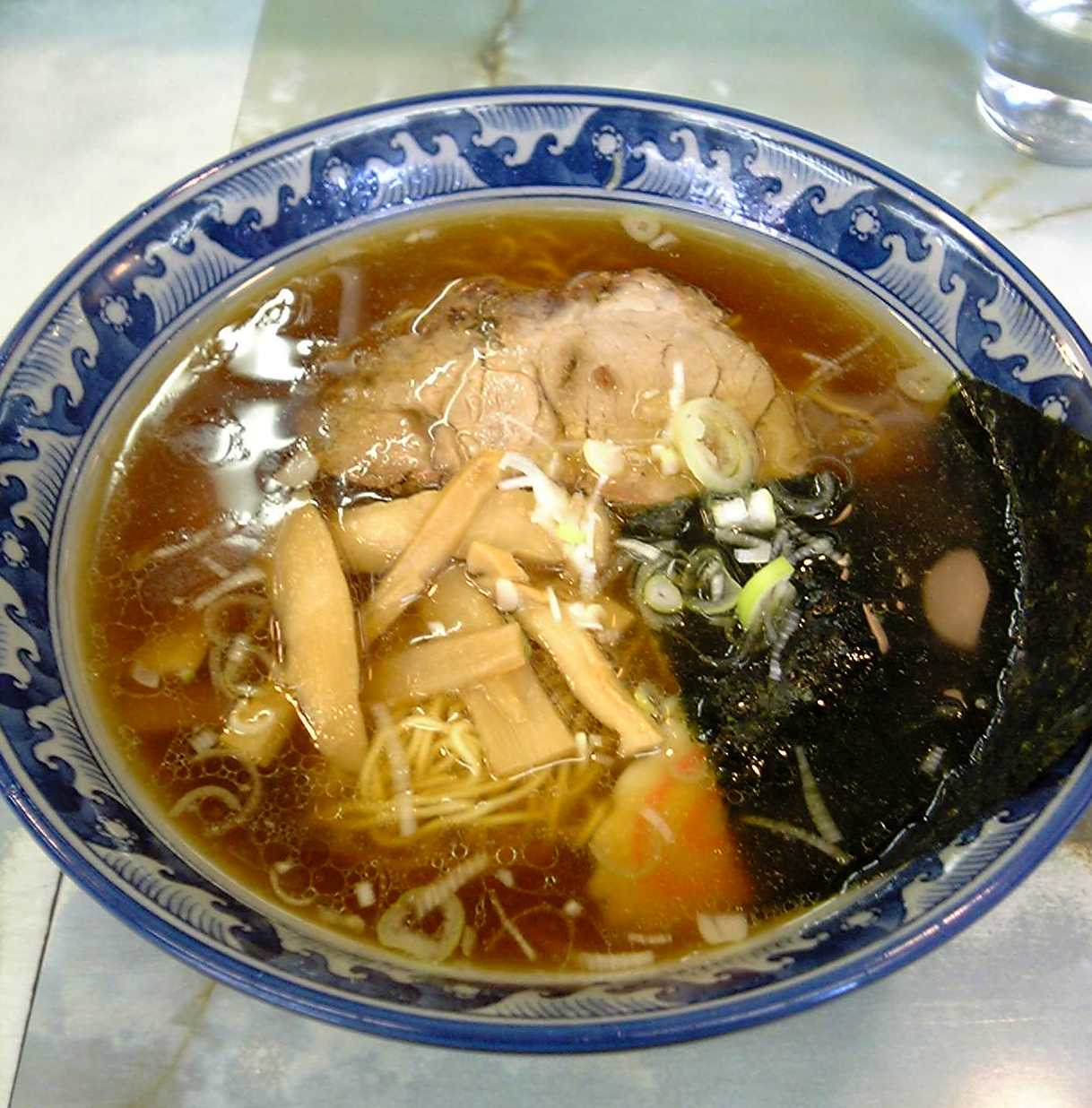
Ramen kiểu Tokyo
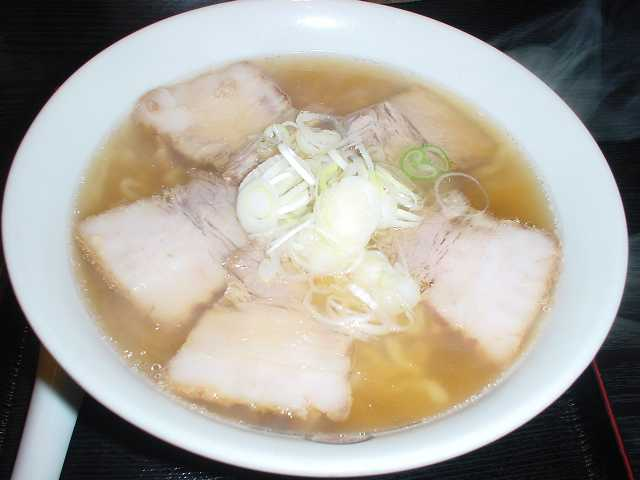
Kitakata ramen
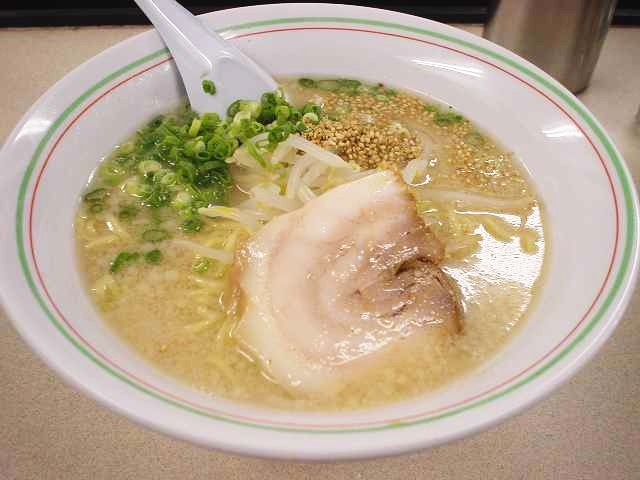
Hakata ramen với nước dùng tonkotsu
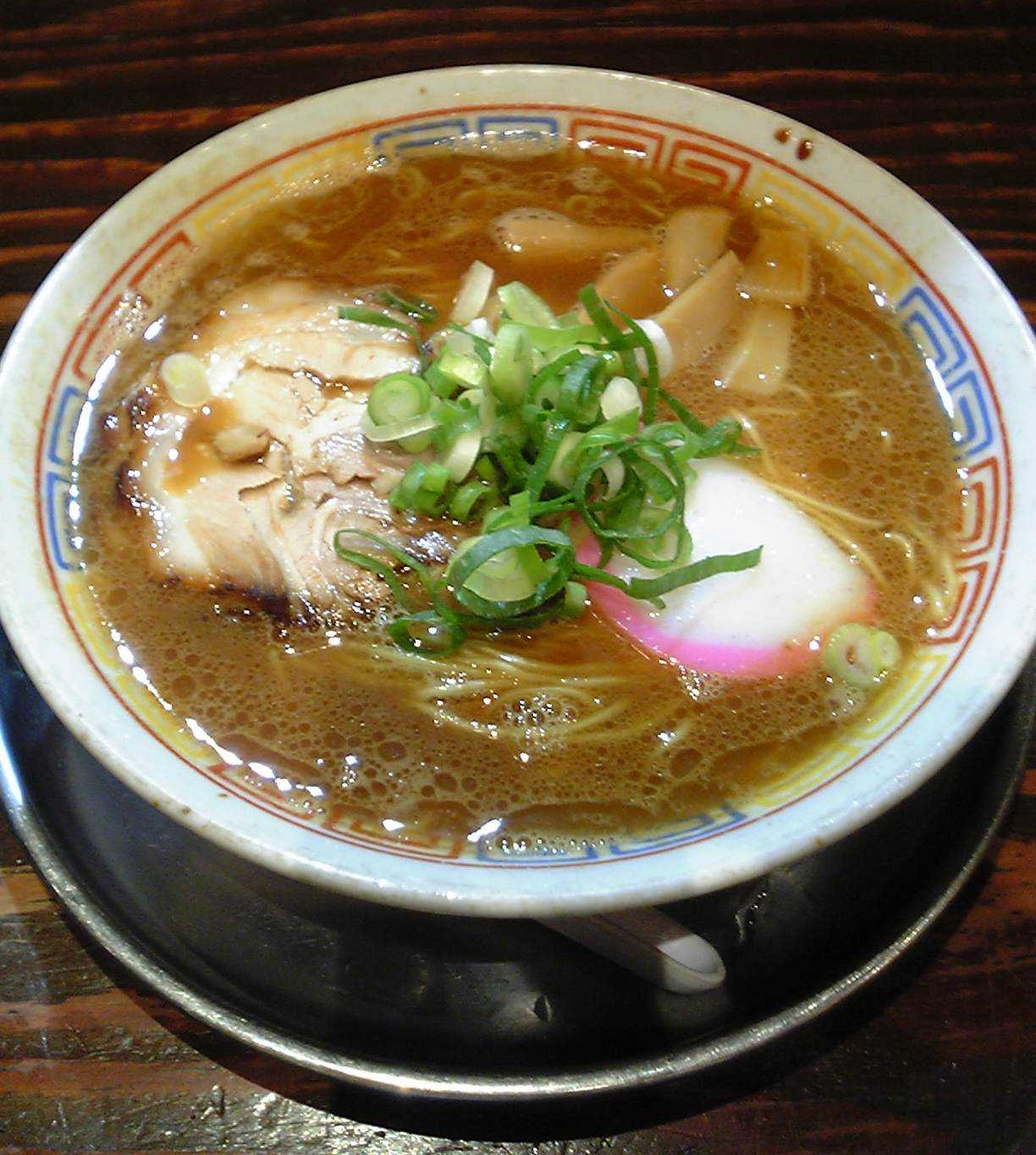
Wakayama ramen
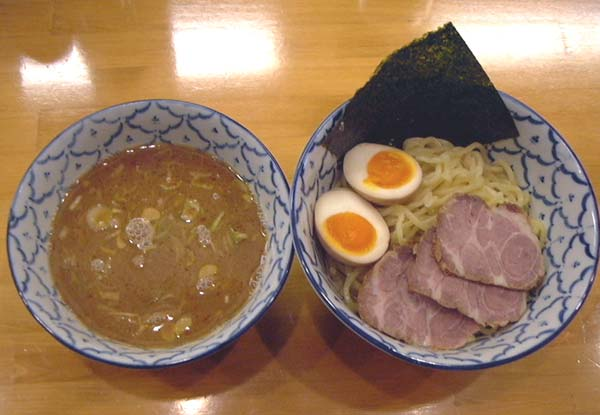
Ramen chấm tsukemen
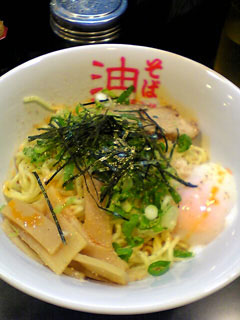
Mỳ dùng với dầu Aburasoba
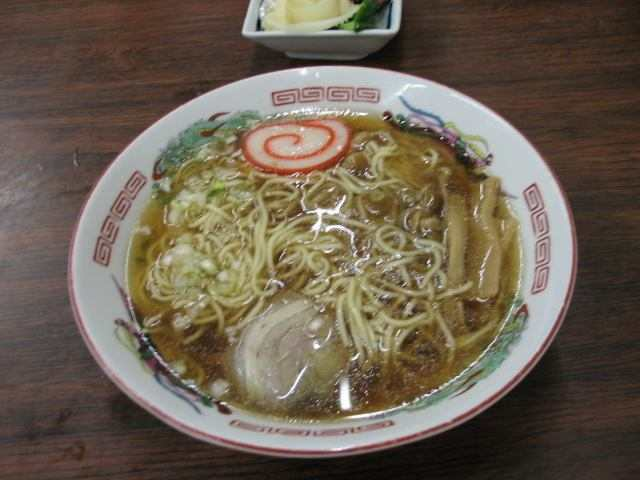
Takayama ramen
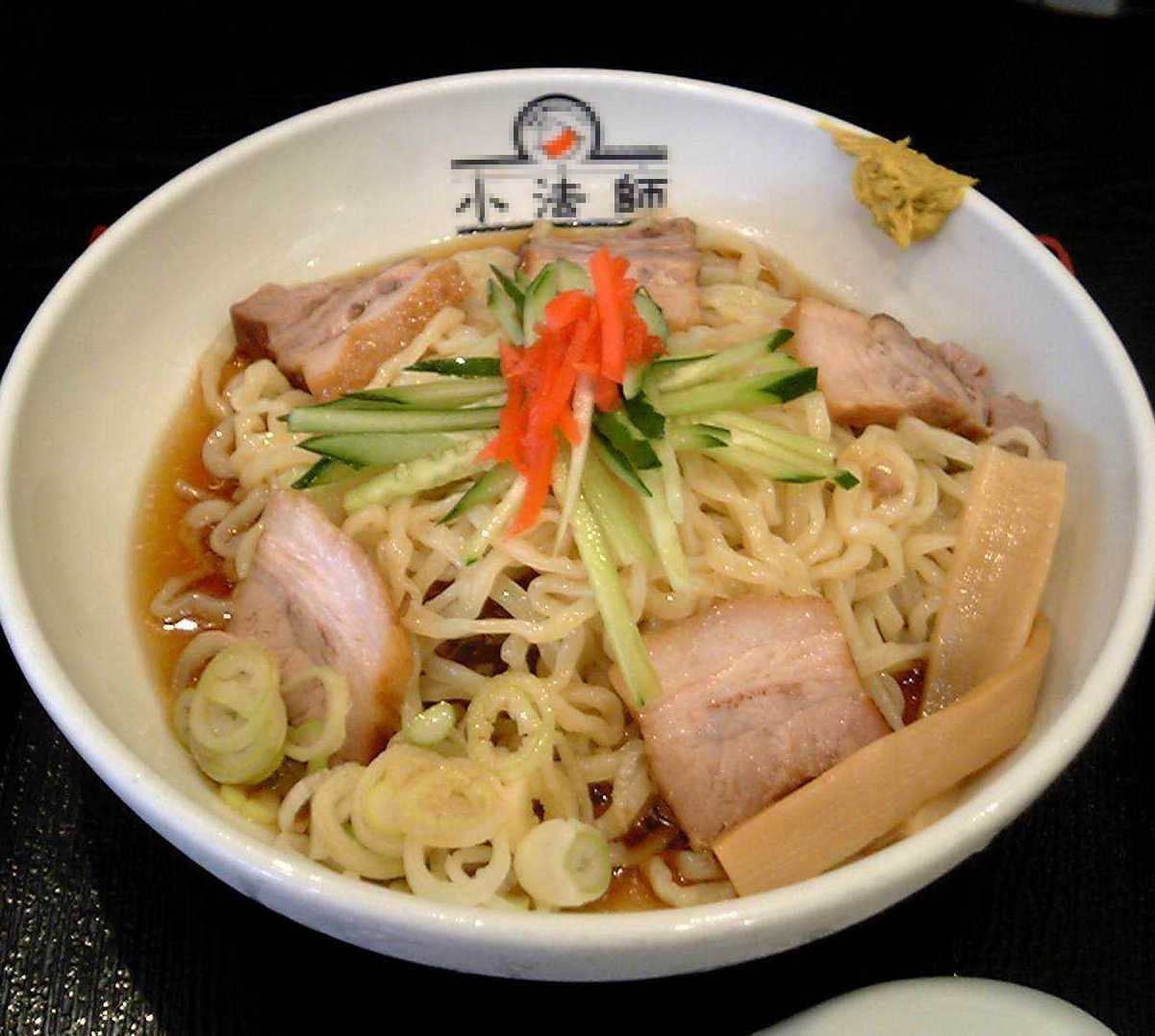
Hiyashi ramen (ramen nguội)
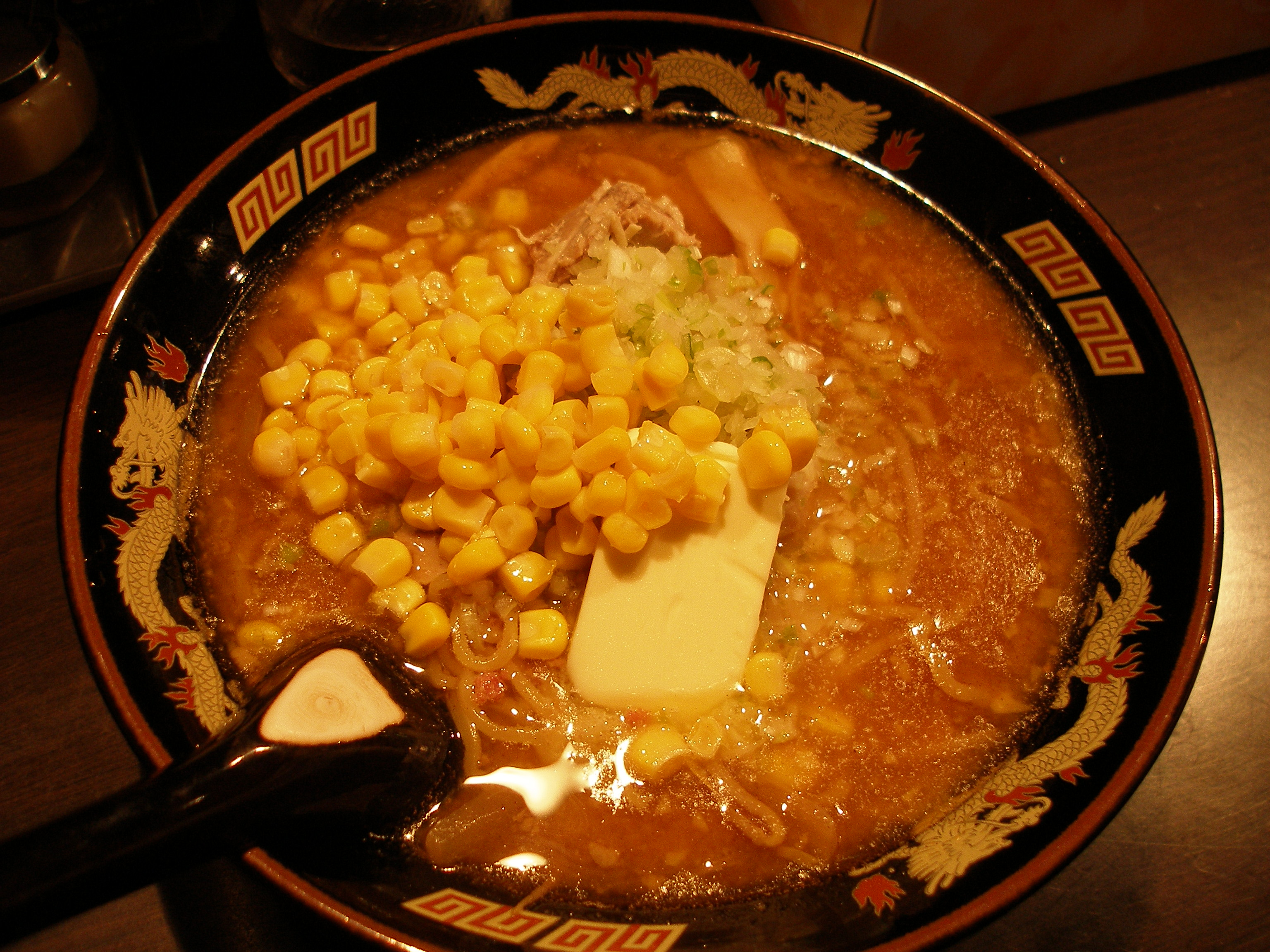
Ramen ngô nấu bơ, một đặc sản của Hokkaido
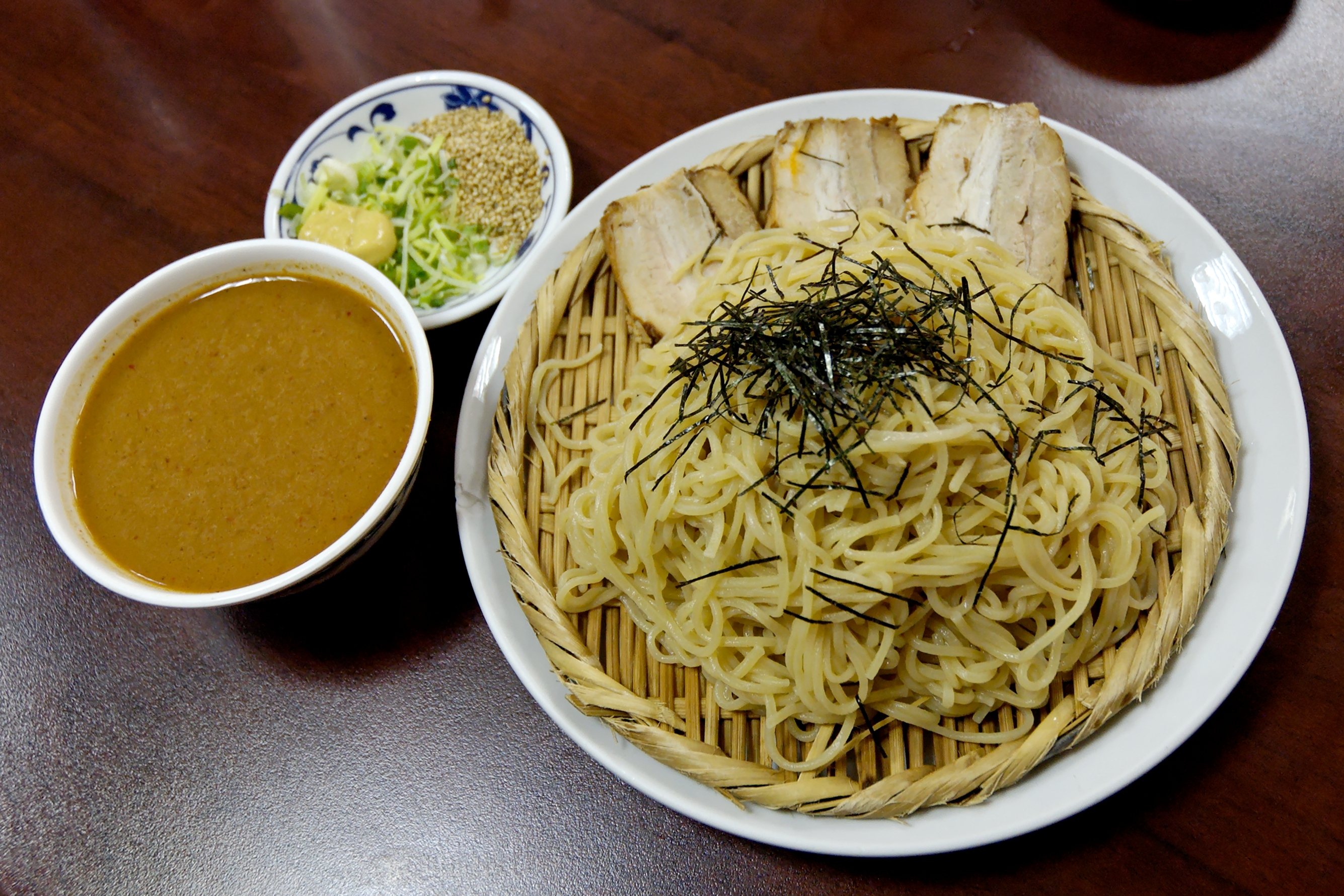
Zaru ramen
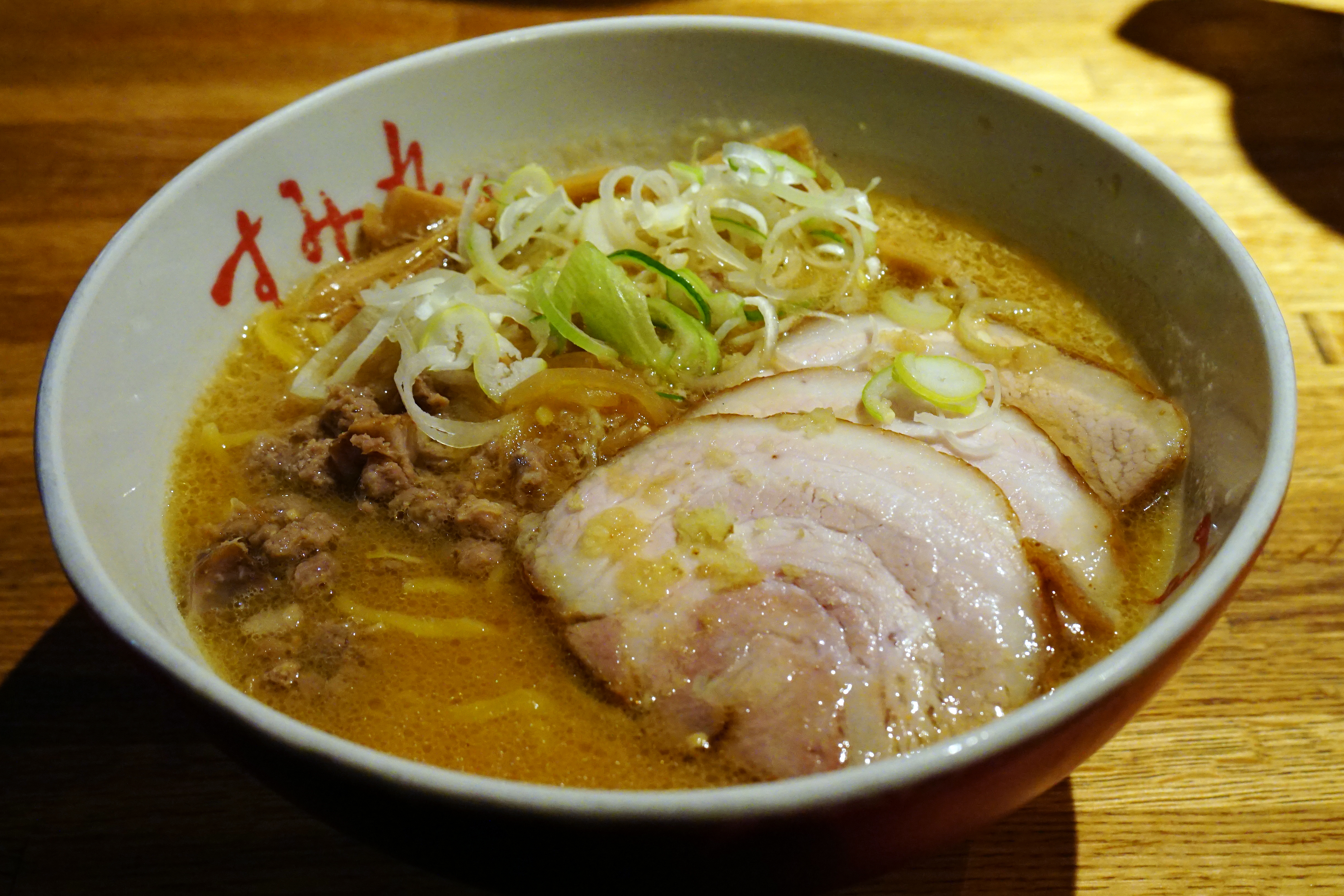
Ramen kiểu Sapporo
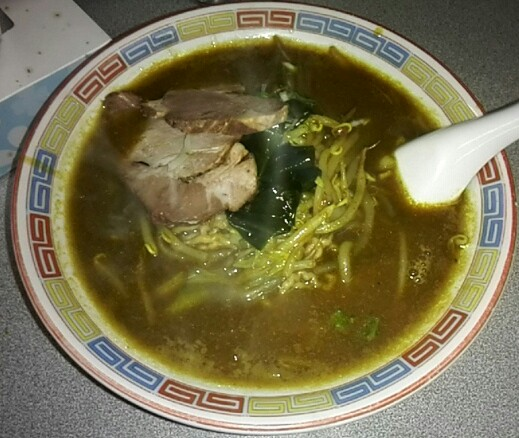
Ramen cà ri Muroran

## Các món ăn có liên quan
Có một số món mỳ chịu ảnh hưởng từ Trung Quốc có liên quan ở Nhật Bản. Các món sau thường được phục vụ bên cạnh ramen trong các cơ sở bán ramen. Chúng không bao gồm các món mỳ được coi như món ăn truyền thống của Nhật Bản, như soba hoặc udon, những món hầu như không bao giờ bán trong cùng một nhà hàng như ramen.
- Nagasaki champon. Món này có sợi mỳ dày hơn ramen nhưng mỏng hơn udon. Champon được bày kèm một số loại nguyên liệu khác nhau, hầu hết là hải sản, được xào và nấu tươi sống trong một loại sốt từ tinh bột. Các nguyên liệu đã xào được đổ trực tiếp vào phần mỳ đã nấu, với phần sốt đồng thời đóng vai trò nước dùng.
- Tan-men là một món mỳ nước có vị dịu, thường là vị muối, phục vụ với một hỗn hợp rau củ xào và hải sản/thịt lợn. Không nên nhầm lẫn với tantan-men (xem bên dưới).
- Wantan-men có sợi mỳ thẳng dài và hoành thánh, phục vụ với nước dùng có vị dịu, thường là vị muối.
- Abura soba ("mỳ dầu"). Về cơ bản, ramen và các đồ bày kèm được phục vụ mà không có nước canh, nhưng có một lượng nhỏ xốt dầu đậu nành thay thế.
- Tsuke-men ("mỳ nhúng"). Sợi mỳ và nước canh được phục vụ trong các bát riêng biệt. Thực khách sẽ nhúng mỳ vào nước canh trước khi ăn. Món này có thể phục vụ nóng hoặc lạnh.
- Tantan-men (担担麺). phiên bản Nhật hoá của đam đam miến, một đặc sản của Tứ Xuyên. Ramen nằm trong nước dùng màu đỏ, có vị cay của ớt và vừng, thường chứa thịt lợn băm nhỏ, trang trí với hành lá và ớt xắt nhỏ, và thi thoảng bày kèm với những món như rau bina hoặc cải chíp (chingensai).
- Sūrātanmen hoặc sanrātanmen (酸辣湯麺, "mỳ trong súp chua cay") rất giống món súp chua cay Tứ Xuyên phục vụ với sợi mỳ dài. Các nguyên liệu bày kèm được xào và một chất làm đặc được thêm vào, trước khi hỗn hợp được đổ vào nước canh và mỳ.
- Hiyashi-chūka (冷やし中華, "món nguội Trung Hoa"). Cũng gọi là reimen, đặc biệt là ở miền tây Nhật Bản. Một món ramen nguội mùa hè trên một đĩa bày nhiều loại đồ ăn kèm (thường là trứng ốp la, thịt nguội, dưa chuột và cà chua, tất cả đều thái lát) và phục vụ với một loại xốt đậu nành có dấm và karashi (mù tạt Nhật Bản). Nó được chế biến lần đầu ở Ryutei, một nhà hàng Trung Quốc ở Sendai.

## Các nhà hàng ở Nhật Bản

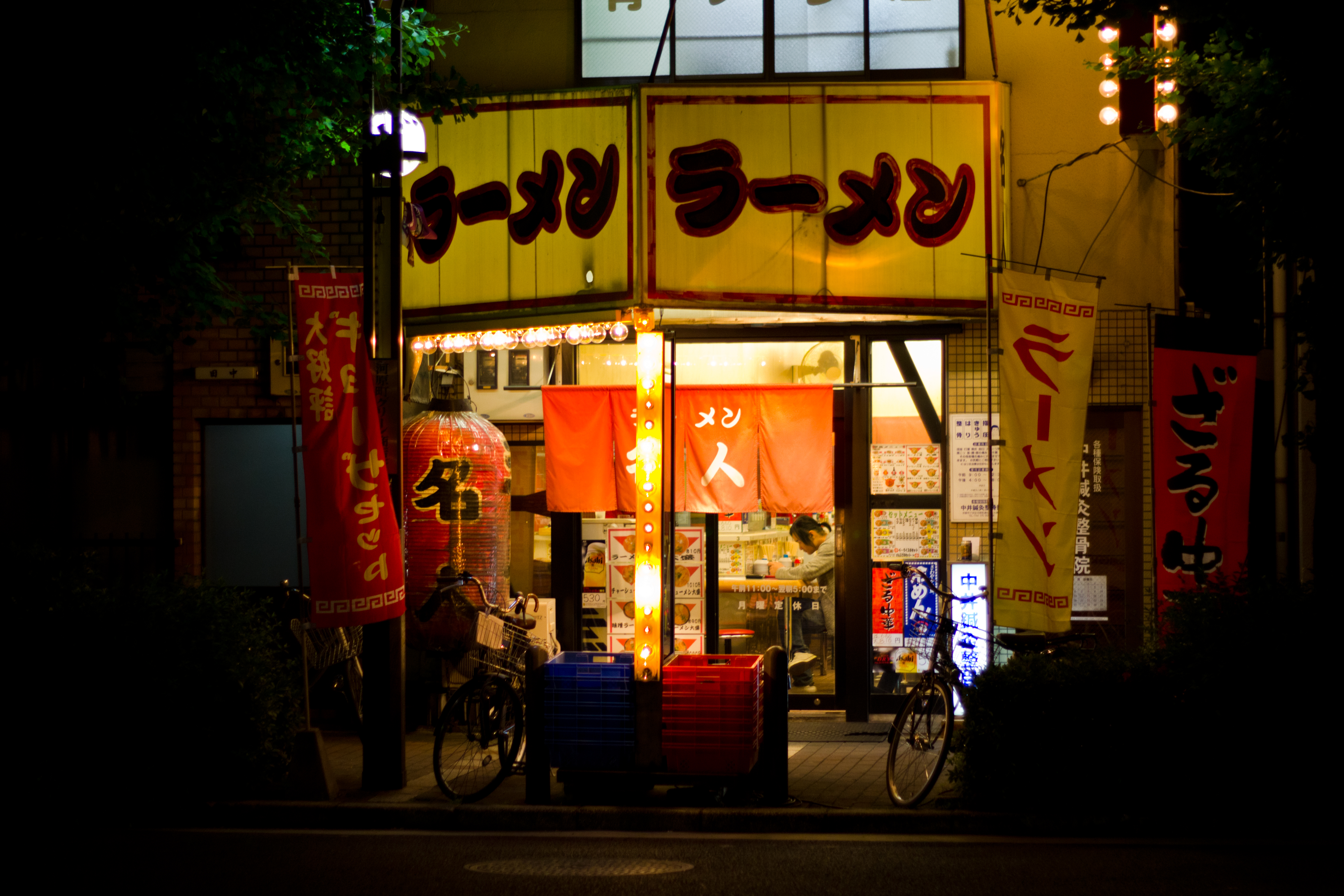
Một nhà hàng ramen ở trung tâm Kyoto

Ramen được phục vụ ở nhiều loại nhà hàng và địa điểm khác nhau, bao gồm cả các quán rượu izakaya, các quán cafe ăn trưa, quán kinh doanh karaoke và khu vui chơi giải trí. Tuy nhiên, những món ramen có chất lượng tốt nhất thường chỉ có ở những nhà hàng ramen-ya chuyên biệt.
Khi mà các nhà hàng ramen-ya (ラーメン屋 hoặc 拉麺屋 (lạp miến ốc) rāmen-ya) chủ yếu phục vụ các món ramen, họ thường thiếu sự đa dạng trong menu. Bên cạnh ramen, một vài món thường có sẵn trong một nhà hàng ramen-ya bao gồm cơm chiên (gọi là Chahan hoặc Yakimeshi), gyoza (há cảo) và bia.

## Bên ngoài Nhật Bản

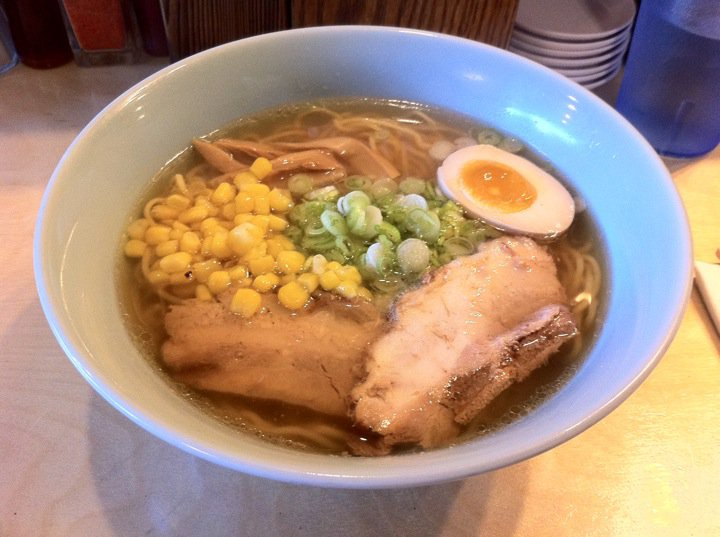
Shio ramen của một nhà hàng ramen ở phía Nam California

Ramen đã trở nên phổ biến ở Trung Quốc, nơi nó được gọi là rìshì lāmiàn (日式拉麺, "lạp miến kiểu Nhật"). Các chuỗi nhà hàng phục vụ ramen Trung Quốc một cách rõ ràng bên cạnh các món ăn Nhật Bản như tempura và yakitori, những món theo truyền thống không được phục vụ cùng nhau ở Nhật Bản. Tại Hàn Quốc, ramen được gọi là ramyeon (라면). Có nhiều phiên bản khác nhau, ví dụ như ramyeon vị kimchi. Trong khi thường được phục vụ với các loại rau củ như cà rốt và hành là hoặc trứng, một vài nhà hàng phục vụ các biến thể của ramyeon có những nguyên liệu thêm vào như há cảo mandu, tteok hoặc phô mai. Tại Trung Á, món ăn này (được gọi là laghman) có sợi mỳ dày hơn và vị cay đáng kể hơn.
Bên ngoài châu Á, có các nhà hàng chuyên về đồ ăn kiểu Nhật như mỳ ramen, đặc biệt là ở các khu vực có nhu cầu lớn về ẩm thực châu Á. Ví dụ, Wagamama, một chuỗi nhà hàng tại Anh chuyên phục vụ món ăn châu Á, có phục vụ một món mỳ nước ramen. Jinya Ramen Bar có phục vụ tonkotsu ramen tại Mỹ và Canada.

### Ramen ăn liền
Mỳ ramen ăn liền đã được xuất khẩu từ Nhật Bản bởi Nissin Foods bắt đầu từ năm 1971, mang tên "Oodles of Noodles" (Muôn vàn sợi mỳ, một cách chơi chữ). Một năm sau, sản phẩm này đã được tái định vị thương hiệu thành "Nissin Cup Noodles", được đóng gói trong một hộp xốp đựng thực phẩm (nó được nhắc đến với tên gọi Cup Ramen ở Nhật Bản), và sau đó đạt được một sự tăng trưởng doanh số bán hàng trên toàn cầu. Theo thời gian, thuật ngữ "ramen" trở thành cách gọi ở Bắc Mỹ để nhắc đến các loại mỳ sợi ăn liền khác, kể cả khi không phải ramen về mặt kỹ thuật. Nghiên cứu đã chỉ ra rằng việc tiêu thụ mì ăn liền hai hoặc nhiều lần một tuần làm tăng khả năng mắc bệnh tim và các bệnh khác, bao gồm cả bệnh tiểu đường và đột quỵ, đặc biệt là ở phụ nữ.

## Bảo tàng
Bảo tàng Shin-Yokohama Raumen Museum là một bảo tàng độc đáo về ramen, đặt tại quận Shin-Yokohama của Kōhoku-ku, Yokohama.

## Phiên bản đóng hộp
Tại Akihabara, các máy bán hàng tự động phân phối ramen ấm trong một hộp bằng thép, gọi là ramen kan (らーめん缶). Sản phẩm này được sản xuất bởi một nhà hàng ramen nổi tiếng và chứa mỳ, nước canh, menma và thịt lợn. Nó được thiết kế như một món ăn nhanh, và bao gồm một nĩa nhựa nhỏ gấp được. Có vài loại hương vị như tonkotsu và cà ri.

## Trong văn hoá đại chúng

### Tampopo
Việc sản xuất và tiêu thụ ramen là một nội dung lớn trong bộ phim hài năm 1985 Tampopo của đạo diễn Itami Jūzō. Hai tài xế xe tải, Goro và Gun (Yamazaki Tsutomu và Watanabe Ken), giúp goá phụ Tampopo (Miyamoto Nobuko) với cửa hàng ramen không thành công của bà. Thực phẩm trong mọi khía cạnh của cuộc sống là chủ đề bao quát, nhưng nghệ thuật của món ramen tốt được đề cập đến nhiều lần trong suốt bộ phim khi Goro và Gun giúp cô học cách làm ra món ramen tuyệt hảo nhất.

### The Ramen Girl
Ramen và bảo tàng Shin-Yokohama Ramen Museum đều đã được nhắc tới trong bộ phim chính kịch hài lãng mạn The Ramen Girl, với diễn viên chính Brittany Murphy vào vai Abby, một phụ nữ Mỹ ở lại Tokyo sau khi chia tay bạn trai của mình.
Một đêm mưa, cảm thấy cô đơn và lạc lõng trong căn hộ tại Tokyo, nhân vật chính thấy mình tới một nhà hàng ramen gần đó và đã được miễn cưỡng phục vụ một bát nóng ramen bởi người chủ quán, Maezumi (Nishida Toshiyuki), người đang buồn rầu về việc con trai bỏ nghề để theo đuổi ẩm thực Pháp và nỗi lo không có người kế vị. Khi Abby nhấn mạnh việc học nghề của ông, Maezumi miễn cưỡng đồng ý đào tạo cô. Câu chuyện tập trung vào việc học nghề của Abby dưới sự giám sát của Maezumi, rào cản ngôn ngữ không bao giờ được hoàn toàn giải quyết của họ, và sự đụng độ giữa phong cách giảng dạy của Maezumi và phong cách học tập của Abby, với một cốt truyện phụ liên quan đến sự cạnh tranh giữa Maezumi và một chủ cửa hàng ramen khác. Nó lên đến đỉnh điểm trong sự công nhận chính thức của công thức cá nhân "Nữ thần Ramen" của Abby bởi người đại sư về ramen và sự kế vị của cô cho Maezumi với nhà hàng ramen mới của cô ở New York.